# Kirby's Fun Pak
 (octobre 2019).
Si vous disposez d'ouvrages ou d'articles de référence ou si vous connaissez des sites web de qualité traitant du thème abordé ici, merci de compléter l'article en donnant les références utiles à sa vérifiabilité et en les liant à la section « Notes et références ».
Kirby's Fun Pak (星のカービィ スーパーデラックス, Hoshi no Kābī Sūpā Derakkusu), connu hors Europe sous le titre Kirby Super Star, est un jeu vidéo développé par HAL Laboratory et sorti sur Super Nintendo en 1996. Il s'agit d'une compilation de huit jeux de plates-formes, d'exploration et d'action se déroulant dans l'univers de la série Kirby.
Le jeu est un succès critique et commercial et est souvent considéré comme l'un des meilleurs de la franchise. En 2008, il bénéficie d'un remake sur Nintendo DS : Kirby Super Star Ultra. Il est par la suite réédité numériquement sur Wii, Wii U et Nintendo Switch via les services Console virtuelle et Nintendo Switch Online. Il fait également partie des jeux préinstallés de la Super NES Mini.

## Système de jeu
Kirby's Fun Pak est un jeu de plates-formes à défilement horizontal. Le joueur contrôle Kirby, personnage-titre de la série. ll doit parcourir des niveaux linéaires en évitant divers dangers. Kirby peut marcher, courir, nager, s'accroupir ou encore glisser au sol. Sa capacité caractéristique consiste à aspirer. Il peut ainsi avaler ses ennemis ou les recracher sur d'autres. Kirby peut également se gonfler d'air, ce qui lui permet de voler, tout en l'empêchant d'effectuer toute action autre que s'élever ou se dégonfler. En avalant certains ennemis, Kirby peut reproduire leurs pouvoirs. Il peut également parer certaines attaques.
Lorsque Kirby a copié un pouvoir, il peut créer un acolyte correspondant à ce pouvoir et retrouve alors sa forme normale. L'acolyte prend la défense de Kirby et peut être contrôlé automatiquement ou par un deuxième joueur en mode coopératif. Le pouvoir de l'acolyte peut être remplacé. En outre, en cas de besoin, Kirby peut récupérer le pouvoir de l'acolyte, le faisant disparaître.
Kirby et l'acolyte subissent occasionnellement des dégâts qui affectent leur jauge de vie. Lorsque celle de l'acolyte est vidée, le joueur dispose d'un court instant pour lui conférer un nouveau pouvoir avant qu'il ne disparaisse. Lorsque c'est celle de Kirby qui est vidée, le joueur perd une vie. La jauge de vie peut être rechargée en nourrissant Kirby avec des objets dispersés dans les niveaux. Le jeu se termine lorsque Kirby vient à court de vies.

### Segments
Kirby's Fun Pak se compose de sept segments — six principaux et un additionel — ainsi que de deux mini-jeux. La plupart partagent les fondamentaux du système de jeu mais leur histoire et objectifs diffèrent. Certains segments sont débloqués en en finissant d'autres et le jeu est considéré comme terminé lorsque chaque segment a été fini.
- Brise de printemps (Spring Breeze) est la première aventure proposée. Il s'agit en quelque sorte du didacticiel. Le Roi Dadidou a volé toute la nourriture de Dreamland. Il s'agit d'un remake de la première aventure de Kirby, Kirby's Dream Land avec plusieurs changements notables : le jeu est considérablement raccourci, et Kirby peut copier les capacités de ses ennemis.
- Le Rally Exquis (plus connu sous le nom de Gourmet Race) est débloqué après avoir fini Brise de printemps. Il se présente sous la forme d'une course contre le Roi Dadidou. Le but est d'arriver premier tout en mangeant le plus de nourriture. Il se compose de trois courses différentes.
- Dyna Blade est débloqué en finissant Brise de printemps. Dans cette aventure, un oiseau géant appelé Dyna Blade sème le trouble à Dreamland. Kirby décide donc de partir l'arrêter. Ici, les niveaux sont choisis depuis une carte du monde.
- La caverne du péril (The great cave offensive) est débloqué dès le début du jeu. Cette aventure repose sur un système de trésors : 60 trésors sont répartis dans quatre zones. Ils peuvent être pour la plupart complètement passés, mais sont obligatoires pour le 100 %. Certains trésors sont des références à d'autres jeux Nintendo (la Triforce, monsieur Saturne…).
- La revanche de Meta Knight (Meta Knight's revenge) se débloque une fois Rally Exquis, Dyna Blade et La caverne du péril complétés. Cette aventure met en scène Meta Knight qui tente de prendre le contrôle de Dreamland à l'aide de son vaisseau, le Halberd. Dans cette aventure, tous les niveaux ont une limite de temps.
- Conflit Astral (Milky Way Wishes) est débloqué une fois La revanche de Meta Knight terminée. Le soleil et la lune se battant jour et nuit, un dénommé Max demande à Kirby de réveiller la comète NOVA, qui peut accorder n'importe quel vœu. La particularité de cette aventure réside dans le fait que les ennemis ne peuvent pas être absorbés. À la place, il faut trouver des quintessences permettant d'utiliser la capacité correspondante à volonté. Cette aventure se compose de neuf niveaux, pouvant être faits dans n'importe quel ordre.
- L'Arène (The Arena) est débloquée une fois toutes les autres aventures terminées. Elle propose de combattre à nouveau tous les boss du jeu dans un ordre aléatoire.
- Samurai Kirby et Megaton Punch, deux mini-jeux. Le premier est un jeu mettant à l'épreuve les réflexes du joueur. Le deuxième est un concours de force entre les deux joueurs ou entre le joueur et l'ordinateur.

## Développement
Kirby's Fun Pak est développé au Japon par le studio HAL Laboratory. C'est le troisième jeu Kirby réalisé par le créateur de la série Masahiro Sakurai, après Kirby's Dream Land (1992) et Kirby's Adventure (1993), sortis respectivement sur Game Boy et sur NES. Satoru Iwata, président de HAL Laboratory et producteur du jeu, s'implique peu et laisse Sakurai superviser le développement.
Bien qu'édité sur la Super Nintendo, Kirby's Fun Pak est dérivé d'un prototype fonctionnant sur la NES. D'après Masahiro Sakurai, quoique ce prototype fût d'usage interne, il était quasiment complet (certaines animations de Kirby sont décrites comme presque identiques à celles du jeu final). Le prototype permettait d'expérimenter de nouvelles idées avant de les mettre en œuvre dans le produit final, facilitant le développement selon Sakurai.
Pour Kirby's Fun Pak, Sakurai a « trois piliers à l'esprit » : le mode coopératif à deux joueurs, des éléments de gameplay rappelant les jeux de combat ainsi qu'un format de compilation (omnibus). Au début du développement, Masahiro Sakurai est conscient que le passage à une console de nouvelle génération impliquera une amélioration des graphismes du jeu, mais il souhaite consulter Shigeru Miyamoto à propos du gameplay. À Kyoto, Miyamoto requiert d'Iwata et Sakurai l'intégration d'un mode coopératif à deux joueurs, encore inédit dans les jeux de plates-formes à défilement horizontal. Miyamoto avait longtemps souhaité mettre en œuvre un tel mode dans les jeux Super Mario mais s'était heurté, selon lui, à la rapidité du gameplay. Il considère que le personnage de Kirby, relativement plus lent que Mario, serait plus adapté. Sakurai étudie cette demande et conçoit le système d'acolyte (ヘルパー, herupā, en anglais : helper), avec un joueur principal et un assistant. Il pense que ce nouvel élément de gameplay ouvrira la porte aux joueurs novices. Pour éviter que l'acolyte ne demeure passif lors des combats, Sakurai rend les ennemis plus forts. Il étend également les capacités liées aux pouvoirs copiés par Kirby, lui donnant des actions déclenchées par des combinaisons de touches spécifiques, comme dans les jeux de combat. Kirby's Fun Pak est également le premier jeu dans lequel l'apparence de Kirby change en fonction du pouvoir qu'il copie. Enfin, concernant le format du jeu, Sakurai observe que « trop de jeux prennent trop de temps à terminer ». Grâce à son format de compilation, il estime que Kirby's Fun Pak est « l'antithèse de cette tendance » : le jeu se divise en plusieurs segments avec des histoires et styles de jeu variés, s'adressant aussi bien à des joueurs novices qu'expérimentés,. Brise de printemps (Spring Breeze), une version revue et abrégée de Kirby's Dream Land, est le premier segment du jeu et sert d'introduction à la série pour les joueurs qui n'en seraient pas familiers. Son titre est extrait du manuel de Kirby's Dream Land qui « décrit Kirby comme un jeune porté par la brise de printemps ». Il fait également allusion à sa simplicité. Contrairement à ce qui était prévu initialement, Brise de printemps inclut bel et bien la capacité de copie de Kirby, absente du jeu original.
L'élaboration de Kirby's Fun Pak s'étend sur trois années, une durée relativement longue à l'époque. Plusieurs facteurs contribuent à allonger le développement. En 1994, la sortie de Donkey Kong Country motive Sakurai à intégrer des graphismes pré-rendus. Un autre segment était également prévu : Kagero Mansion (陽炎の館, Kagerō no Yakata). Centré sur l'horreur et incluant des éléments de jeu d'action et de réflexion, il aurait vu Kirby enfermé dans un manoir, sous l'effet d'une malédiction l'empêchant d'ouvrir la bouche. Son développement est toutefois abandonné en raison de contraintes de temps.
Pendant le développement, le sous-titre du jeu est Active (アクティブ, Akutibu), faisant référence à ses aspects de jeu d'action. C'est le créateur de la série Mother, Shigesato Itoi, qui propose le sous-titre final : Super Deluxe. Selon Sakurai, ce titre renvoie à la richesse du contenu du jeu.

## Sortie
Kirby's Fun Pak compte parmi les derniers jeux sortis sur Super Nintendo, trois mois seulement avant le lancement de la Nintendo 64. Le jeu sort au Japon le 21 mars 1996 sous le titre Kirby of the Stars: Super Deluxe (星のカービィ スーパーデラックス, Hoshi no Kābī Sūpā Derakkusu), et en Amérique du Nord le 20 septembre 1996 sous le titre Kirby Super Star. Il est finalement commercialisé le 23 janvier 1997 en Europe.
Au Japon, la jaquette du jeu imite un coffret en bois de paulownia avec le titre et le personnage principal marqués au fer sur le couvercle. Ce design s'inspire des coffrets dans lesquels sont notamment vendus le saké de qualité et l'argenterie au Japon. Selon Sakurai, « nous voulions faire ressortir la richesse d'un objet luxueux dans un boîtier simple »,.

## Postérité

### Remake
Un remake sur Nintendo DS, intitulé Kirby Super Star Ultra, célèbre les quinze ans de la franchise. Il sort le 22 septembre 2008 en Amérique du Nord, le 6 novembre 2008 au Japon et le 18 septembre 2009 en Europe. C'est un nouveau succès critique et commercial, le jeu se vendant à près de 3 millions d'exemplaires dans le monde.

### Rééditions
Kirby's Fun Pak est réédité en version numérique à travers les services Console virtuelle pour la Wii et la Wii U. La version Wii sort en octobre 2009 au Japon et en mai 2010 en Amérique du Nord et en Europe[réf. souhaitée], tandis que la version Wii U est lancée à l'international en mai 2013[réf. souhaitée]. En 2012, Kirby's Fun Pack ressort sur Wii dans la compilation Kirby's Dream Collection: Special Edition, célébrant les vingt ans de la franchise. Il figure également parmi les jeux préinstallés de la Super NES Mini lors de son lancement en septembre 2017. Finalement, le 12 décembre 2019, Nintendo ressort le jeu sur Nintendo Switch dans la sélection de jeux Super Nintendo associée au service Nintendo Switch Online.